# Norbert Kovács
Norbert Kovács (Vienna, 16 maggio 1874 – Budapest, 24 maggio 1946) è stato un compositore di scacchi ungherese.
Compose circa 500 problemi ed era uno specialista di problemi eterodossi: di aiutomatto, automatto e maximummer.
Esperto di matematica statistica, era un funzionario ministeriale di alto grado della Repubblica Ungherese.
Insieme a Gyula Neukomm e Laszlo Schór scrisse "Feladvany-Műszotar", un libro sulla terminologia dei problemi di scacchi.
Tre suoi problemi:
|   | a | b | c | d | e | f | g | h |   |
| 8 | a8 re del bianco · b8 alfiere del bianco · b6 cavallo del bianco · f6 pedone del nero · b5 cavallo del bianco · c5 pedone del nero · e5 torre del nero · f5 pedone del bianco · c4 pedone del nero · e4 re del nero · f4 pedone del nero · g4 donna del bianco · c3 torre del bianco · e2 pedone del bianco | a8 re del bianco · b8 alfiere del bianco · b6 cavallo del bianco · f6 pedone del nero · b5 cavallo del bianco · c5 pedone del nero · e5 torre del nero · f5 pedone del bianco · c4 pedone del nero · e4 re del nero · f4 pedone del nero · g4 donna del bianco · c3 torre del bianco · e2 pedone del bianco | a8 re del bianco · b8 alfiere del bianco · b6 cavallo del bianco · f6 pedone del nero · b5 cavallo del bianco · c5 pedone del nero · e5 torre del nero · f5 pedone del bianco · c4 pedone del nero · e4 re del nero · f4 pedone del nero · g4 donna del bianco · c3 torre del bianco · e2 pedone del bianco | a8 re del bianco · b8 alfiere del bianco · b6 cavallo del bianco · f6 pedone del nero · b5 cavallo del bianco · c5 pedone del nero · e5 torre del nero · f5 pedone del bianco · c4 pedone del nero · e4 re del nero · f4 pedone del nero · g4 donna del bianco · c3 torre del bianco · e2 pedone del bianco | a8 re del bianco · b8 alfiere del bianco · b6 cavallo del bianco · f6 pedone del nero · b5 cavallo del bianco · c5 pedone del nero · e5 torre del nero · f5 pedone del bianco · c4 pedone del nero · e4 re del nero · f4 pedone del nero · g4 donna del bianco · c3 torre del bianco · e2 pedone del bianco | a8 re del bianco · b8 alfiere del bianco · b6 cavallo del bianco · f6 pedone del nero · b5 cavallo del bianco · c5 pedone del nero · e5 torre del nero · f5 pedone del bianco · c4 pedone del nero · e4 re del nero · f4 pedone del nero · g4 donna del bianco · c3 torre del bianco · e2 pedone del bianco | a8 re del bianco · b8 alfiere del bianco · b6 cavallo del bianco · f6 pedone del nero · b5 cavallo del bianco · c5 pedone del nero · e5 torre del nero · f5 pedone del bianco · c4 pedone del nero · e4 re del nero · f4 pedone del nero · g4 donna del bianco · c3 torre del bianco · e2 pedone del bianco | a8 re del bianco · b8 alfiere del bianco · b6 cavallo del bianco · f6 pedone del nero · b5 cavallo del bianco · c5 pedone del nero · e5 torre del nero · f5 pedone del bianco · c4 pedone del nero · e4 re del nero · f4 pedone del nero · g4 donna del bianco · c3 torre del bianco · e2 pedone del bianco | 8 |
| 7 | a8 re del bianco · b8 alfiere del bianco · b6 cavallo del bianco · f6 pedone del nero · b5 cavallo del bianco · c5 pedone del nero · e5 torre del nero · f5 pedone del bianco · c4 pedone del nero · e4 re del nero · f4 pedone del nero · g4 donna del bianco · c3 torre del bianco · e2 pedone del bianco | a8 re del bianco · b8 alfiere del bianco · b6 cavallo del bianco · f6 pedone del nero · b5 cavallo del bianco · c5 pedone del nero · e5 torre del nero · f5 pedone del bianco · c4 pedone del nero · e4 re del nero · f4 pedone del nero · g4 donna del bianco · c3 torre del bianco · e2 pedone del bianco | a8 re del bianco · b8 alfiere del bianco · b6 cavallo del bianco · f6 pedone del nero · b5 cavallo del bianco · c5 pedone del nero · e5 torre del nero · f5 pedone del bianco · c4 pedone del nero · e4 re del nero · f4 pedone del nero · g4 donna del bianco · c3 torre del bianco · e2 pedone del bianco | a8 re del bianco · b8 alfiere del bianco · b6 cavallo del bianco · f6 pedone del nero · b5 cavallo del bianco · c5 pedone del nero · e5 torre del nero · f5 pedone del bianco · c4 pedone del nero · e4 re del nero · f4 pedone del nero · g4 donna del bianco · c3 torre del bianco · e2 pedone del bianco | a8 re del bianco · b8 alfiere del bianco · b6 cavallo del bianco · f6 pedone del nero · b5 cavallo del bianco · c5 pedone del nero · e5 torre del nero · f5 pedone del bianco · c4 pedone del nero · e4 re del nero · f4 pedone del nero · g4 donna del bianco · c3 torre del bianco · e2 pedone del bianco | a8 re del bianco · b8 alfiere del bianco · b6 cavallo del bianco · f6 pedone del nero · b5 cavallo del bianco · c5 pedone del nero · e5 torre del nero · f5 pedone del bianco · c4 pedone del nero · e4 re del nero · f4 pedone del nero · g4 donna del bianco · c3 torre del bianco · e2 pedone del bianco | a8 re del bianco · b8 alfiere del bianco · b6 cavallo del bianco · f6 pedone del nero · b5 cavallo del bianco · c5 pedone del nero · e5 torre del nero · f5 pedone del bianco · c4 pedone del nero · e4 re del nero · f4 pedone del nero · g4 donna del bianco · c3 torre del bianco · e2 pedone del bianco | a8 re del bianco · b8 alfiere del bianco · b6 cavallo del bianco · f6 pedone del nero · b5 cavallo del bianco · c5 pedone del nero · e5 torre del nero · f5 pedone del bianco · c4 pedone del nero · e4 re del nero · f4 pedone del nero · g4 donna del bianco · c3 torre del bianco · e2 pedone del bianco | 7 |
| 6 | a8 re del bianco · b8 alfiere del bianco · b6 cavallo del bianco · f6 pedone del nero · b5 cavallo del bianco · c5 pedone del nero · e5 torre del nero · f5 pedone del bianco · c4 pedone del nero · e4 re del nero · f4 pedone del nero · g4 donna del bianco · c3 torre del bianco · e2 pedone del bianco | a8 re del bianco · b8 alfiere del bianco · b6 cavallo del bianco · f6 pedone del nero · b5 cavallo del bianco · c5 pedone del nero · e5 torre del nero · f5 pedone del bianco · c4 pedone del nero · e4 re del nero · f4 pedone del nero · g4 donna del bianco · c3 torre del bianco · e2 pedone del bianco | a8 re del bianco · b8 alfiere del bianco · b6 cavallo del bianco · f6 pedone del nero · b5 cavallo del bianco · c5 pedone del nero · e5 torre del nero · f5 pedone del bianco · c4 pedone del nero · e4 re del nero · f4 pedone del nero · g4 donna del bianco · c3 torre del bianco · e2 pedone del bianco | a8 re del bianco · b8 alfiere del bianco · b6 cavallo del bianco · f6 pedone del nero · b5 cavallo del bianco · c5 pedone del nero · e5 torre del nero · f5 pedone del bianco · c4 pedone del nero · e4 re del nero · f4 pedone del nero · g4 donna del bianco · c3 torre del bianco · e2 pedone del bianco | a8 re del bianco · b8 alfiere del bianco · b6 cavallo del bianco · f6 pedone del nero · b5 cavallo del bianco · c5 pedone del nero · e5 torre del nero · f5 pedone del bianco · c4 pedone del nero · e4 re del nero · f4 pedone del nero · g4 donna del bianco · c3 torre del bianco · e2 pedone del bianco | a8 re del bianco · b8 alfiere del bianco · b6 cavallo del bianco · f6 pedone del nero · b5 cavallo del bianco · c5 pedone del nero · e5 torre del nero · f5 pedone del bianco · c4 pedone del nero · e4 re del nero · f4 pedone del nero · g4 donna del bianco · c3 torre del bianco · e2 pedone del bianco | a8 re del bianco · b8 alfiere del bianco · b6 cavallo del bianco · f6 pedone del nero · b5 cavallo del bianco · c5 pedone del nero · e5 torre del nero · f5 pedone del bianco · c4 pedone del nero · e4 re del nero · f4 pedone del nero · g4 donna del bianco · c3 torre del bianco · e2 pedone del bianco | a8 re del bianco · b8 alfiere del bianco · b6 cavallo del bianco · f6 pedone del nero · b5 cavallo del bianco · c5 pedone del nero · e5 torre del nero · f5 pedone del bianco · c4 pedone del nero · e4 re del nero · f4 pedone del nero · g4 donna del bianco · c3 torre del bianco · e2 pedone del bianco | 6 |
| 5 | a8 re del bianco · b8 alfiere del bianco · b6 cavallo del bianco · f6 pedone del nero · b5 cavallo del bianco · c5 pedone del nero · e5 torre del nero · f5 pedone del bianco · c4 pedone del nero · e4 re del nero · f4 pedone del nero · g4 donna del bianco · c3 torre del bianco · e2 pedone del bianco | a8 re del bianco · b8 alfiere del bianco · b6 cavallo del bianco · f6 pedone del nero · b5 cavallo del bianco · c5 pedone del nero · e5 torre del nero · f5 pedone del bianco · c4 pedone del nero · e4 re del nero · f4 pedone del nero · g4 donna del bianco · c3 torre del bianco · e2 pedone del bianco | a8 re del bianco · b8 alfiere del bianco · b6 cavallo del bianco · f6 pedone del nero · b5 cavallo del bianco · c5 pedone del nero · e5 torre del nero · f5 pedone del bianco · c4 pedone del nero · e4 re del nero · f4 pedone del nero · g4 donna del bianco · c3 torre del bianco · e2 pedone del bianco | a8 re del bianco · b8 alfiere del bianco · b6 cavallo del bianco · f6 pedone del nero · b5 cavallo del bianco · c5 pedone del nero · e5 torre del nero · f5 pedone del bianco · c4 pedone del nero · e4 re del nero · f4 pedone del nero · g4 donna del bianco · c3 torre del bianco · e2 pedone del bianco | a8 re del bianco · b8 alfiere del bianco · b6 cavallo del bianco · f6 pedone del nero · b5 cavallo del bianco · c5 pedone del nero · e5 torre del nero · f5 pedone del bianco · c4 pedone del nero · e4 re del nero · f4 pedone del nero · g4 donna del bianco · c3 torre del bianco · e2 pedone del bianco | a8 re del bianco · b8 alfiere del bianco · b6 cavallo del bianco · f6 pedone del nero · b5 cavallo del bianco · c5 pedone del nero · e5 torre del nero · f5 pedone del bianco · c4 pedone del nero · e4 re del nero · f4 pedone del nero · g4 donna del bianco · c3 torre del bianco · e2 pedone del bianco | a8 re del bianco · b8 alfiere del bianco · b6 cavallo del bianco · f6 pedone del nero · b5 cavallo del bianco · c5 pedone del nero · e5 torre del nero · f5 pedone del bianco · c4 pedone del nero · e4 re del nero · f4 pedone del nero · g4 donna del bianco · c3 torre del bianco · e2 pedone del bianco | a8 re del bianco · b8 alfiere del bianco · b6 cavallo del bianco · f6 pedone del nero · b5 cavallo del bianco · c5 pedone del nero · e5 torre del nero · f5 pedone del bianco · c4 pedone del nero · e4 re del nero · f4 pedone del nero · g4 donna del bianco · c3 torre del bianco · e2 pedone del bianco | 5 |
| 4 | a8 re del bianco · b8 alfiere del bianco · b6 cavallo del bianco · f6 pedone del nero · b5 cavallo del bianco · c5 pedone del nero · e5 torre del nero · f5 pedone del bianco · c4 pedone del nero · e4 re del nero · f4 pedone del nero · g4 donna del bianco · c3 torre del bianco · e2 pedone del bianco | a8 re del bianco · b8 alfiere del bianco · b6 cavallo del bianco · f6 pedone del nero · b5 cavallo del bianco · c5 pedone del nero · e5 torre del nero · f5 pedone del bianco · c4 pedone del nero · e4 re del nero · f4 pedone del nero · g4 donna del bianco · c3 torre del bianco · e2 pedone del bianco | a8 re del bianco · b8 alfiere del bianco · b6 cavallo del bianco · f6 pedone del nero · b5 cavallo del bianco · c5 pedone del nero · e5 torre del nero · f5 pedone del bianco · c4 pedone del nero · e4 re del nero · f4 pedone del nero · g4 donna del bianco · c3 torre del bianco · e2 pedone del bianco | a8 re del bianco · b8 alfiere del bianco · b6 cavallo del bianco · f6 pedone del nero · b5 cavallo del bianco · c5 pedone del nero · e5 torre del nero · f5 pedone del bianco · c4 pedone del nero · e4 re del nero · f4 pedone del nero · g4 donna del bianco · c3 torre del bianco · e2 pedone del bianco | a8 re del bianco · b8 alfiere del bianco · b6 cavallo del bianco · f6 pedone del nero · b5 cavallo del bianco · c5 pedone del nero · e5 torre del nero · f5 pedone del bianco · c4 pedone del nero · e4 re del nero · f4 pedone del nero · g4 donna del bianco · c3 torre del bianco · e2 pedone del bianco | a8 re del bianco · b8 alfiere del bianco · b6 cavallo del bianco · f6 pedone del nero · b5 cavallo del bianco · c5 pedone del nero · e5 torre del nero · f5 pedone del bianco · c4 pedone del nero · e4 re del nero · f4 pedone del nero · g4 donna del bianco · c3 torre del bianco · e2 pedone del bianco | a8 re del bianco · b8 alfiere del bianco · b6 cavallo del bianco · f6 pedone del nero · b5 cavallo del bianco · c5 pedone del nero · e5 torre del nero · f5 pedone del bianco · c4 pedone del nero · e4 re del nero · f4 pedone del nero · g4 donna del bianco · c3 torre del bianco · e2 pedone del bianco | a8 re del bianco · b8 alfiere del bianco · b6 cavallo del bianco · f6 pedone del nero · b5 cavallo del bianco · c5 pedone del nero · e5 torre del nero · f5 pedone del bianco · c4 pedone del nero · e4 re del nero · f4 pedone del nero · g4 donna del bianco · c3 torre del bianco · e2 pedone del bianco | 4 |
| 3 | a8 re del bianco · b8 alfiere del bianco · b6 cavallo del bianco · f6 pedone del nero · b5 cavallo del bianco · c5 pedone del nero · e5 torre del nero · f5 pedone del bianco · c4 pedone del nero · e4 re del nero · f4 pedone del nero · g4 donna del bianco · c3 torre del bianco · e2 pedone del bianco | a8 re del bianco · b8 alfiere del bianco · b6 cavallo del bianco · f6 pedone del nero · b5 cavallo del bianco · c5 pedone del nero · e5 torre del nero · f5 pedone del bianco · c4 pedone del nero · e4 re del nero · f4 pedone del nero · g4 donna del bianco · c3 torre del bianco · e2 pedone del bianco | a8 re del bianco · b8 alfiere del bianco · b6 cavallo del bianco · f6 pedone del nero · b5 cavallo del bianco · c5 pedone del nero · e5 torre del nero · f5 pedone del bianco · c4 pedone del nero · e4 re del nero · f4 pedone del nero · g4 donna del bianco · c3 torre del bianco · e2 pedone del bianco | a8 re del bianco · b8 alfiere del bianco · b6 cavallo del bianco · f6 pedone del nero · b5 cavallo del bianco · c5 pedone del nero · e5 torre del nero · f5 pedone del bianco · c4 pedone del nero · e4 re del nero · f4 pedone del nero · g4 donna del bianco · c3 torre del bianco · e2 pedone del bianco | a8 re del bianco · b8 alfiere del bianco · b6 cavallo del bianco · f6 pedone del nero · b5 cavallo del bianco · c5 pedone del nero · e5 torre del nero · f5 pedone del bianco · c4 pedone del nero · e4 re del nero · f4 pedone del nero · g4 donna del bianco · c3 torre del bianco · e2 pedone del bianco | a8 re del bianco · b8 alfiere del bianco · b6 cavallo del bianco · f6 pedone del nero · b5 cavallo del bianco · c5 pedone del nero · e5 torre del nero · f5 pedone del bianco · c4 pedone del nero · e4 re del nero · f4 pedone del nero · g4 donna del bianco · c3 torre del bianco · e2 pedone del bianco | a8 re del bianco · b8 alfiere del bianco · b6 cavallo del bianco · f6 pedone del nero · b5 cavallo del bianco · c5 pedone del nero · e5 torre del nero · f5 pedone del bianco · c4 pedone del nero · e4 re del nero · f4 pedone del nero · g4 donna del bianco · c3 torre del bianco · e2 pedone del bianco | a8 re del bianco · b8 alfiere del bianco · b6 cavallo del bianco · f6 pedone del nero · b5 cavallo del bianco · c5 pedone del nero · e5 torre del nero · f5 pedone del bianco · c4 pedone del nero · e4 re del nero · f4 pedone del nero · g4 donna del bianco · c3 torre del bianco · e2 pedone del bianco | 3 |
| 2 | a8 re del bianco · b8 alfiere del bianco · b6 cavallo del bianco · f6 pedone del nero · b5 cavallo del bianco · c5 pedone del nero · e5 torre del nero · f5 pedone del bianco · c4 pedone del nero · e4 re del nero · f4 pedone del nero · g4 donna del bianco · c3 torre del bianco · e2 pedone del bianco | a8 re del bianco · b8 alfiere del bianco · b6 cavallo del bianco · f6 pedone del nero · b5 cavallo del bianco · c5 pedone del nero · e5 torre del nero · f5 pedone del bianco · c4 pedone del nero · e4 re del nero · f4 pedone del nero · g4 donna del bianco · c3 torre del bianco · e2 pedone del bianco | a8 re del bianco · b8 alfiere del bianco · b6 cavallo del bianco · f6 pedone del nero · b5 cavallo del bianco · c5 pedone del nero · e5 torre del nero · f5 pedone del bianco · c4 pedone del nero · e4 re del nero · f4 pedone del nero · g4 donna del bianco · c3 torre del bianco · e2 pedone del bianco | a8 re del bianco · b8 alfiere del bianco · b6 cavallo del bianco · f6 pedone del nero · b5 cavallo del bianco · c5 pedone del nero · e5 torre del nero · f5 pedone del bianco · c4 pedone del nero · e4 re del nero · f4 pedone del nero · g4 donna del bianco · c3 torre del bianco · e2 pedone del bianco | a8 re del bianco · b8 alfiere del bianco · b6 cavallo del bianco · f6 pedone del nero · b5 cavallo del bianco · c5 pedone del nero · e5 torre del nero · f5 pedone del bianco · c4 pedone del nero · e4 re del nero · f4 pedone del nero · g4 donna del bianco · c3 torre del bianco · e2 pedone del bianco | a8 re del bianco · b8 alfiere del bianco · b6 cavallo del bianco · f6 pedone del nero · b5 cavallo del bianco · c5 pedone del nero · e5 torre del nero · f5 pedone del bianco · c4 pedone del nero · e4 re del nero · f4 pedone del nero · g4 donna del bianco · c3 torre del bianco · e2 pedone del bianco | a8 re del bianco · b8 alfiere del bianco · b6 cavallo del bianco · f6 pedone del nero · b5 cavallo del bianco · c5 pedone del nero · e5 torre del nero · f5 pedone del bianco · c4 pedone del nero · e4 re del nero · f4 pedone del nero · g4 donna del bianco · c3 torre del bianco · e2 pedone del bianco | a8 re del bianco · b8 alfiere del bianco · b6 cavallo del bianco · f6 pedone del nero · b5 cavallo del bianco · c5 pedone del nero · e5 torre del nero · f5 pedone del bianco · c4 pedone del nero · e4 re del nero · f4 pedone del nero · g4 donna del bianco · c3 torre del bianco · e2 pedone del bianco | 2 |
| 1 | a8 re del bianco · b8 alfiere del bianco · b6 cavallo del bianco · f6 pedone del nero · b5 cavallo del bianco · c5 pedone del nero · e5 torre del nero · f5 pedone del bianco · c4 pedone del nero · e4 re del nero · f4 pedone del nero · g4 donna del bianco · c3 torre del bianco · e2 pedone del bianco | a8 re del bianco · b8 alfiere del bianco · b6 cavallo del bianco · f6 pedone del nero · b5 cavallo del bianco · c5 pedone del nero · e5 torre del nero · f5 pedone del bianco · c4 pedone del nero · e4 re del nero · f4 pedone del nero · g4 donna del bianco · c3 torre del bianco · e2 pedone del bianco | a8 re del bianco · b8 alfiere del bianco · b6 cavallo del bianco · f6 pedone del nero · b5 cavallo del bianco · c5 pedone del nero · e5 torre del nero · f5 pedone del bianco · c4 pedone del nero · e4 re del nero · f4 pedone del nero · g4 donna del bianco · c3 torre del bianco · e2 pedone del bianco | a8 re del bianco · b8 alfiere del bianco · b6 cavallo del bianco · f6 pedone del nero · b5 cavallo del bianco · c5 pedone del nero · e5 torre del nero · f5 pedone del bianco · c4 pedone del nero · e4 re del nero · f4 pedone del nero · g4 donna del bianco · c3 torre del bianco · e2 pedone del bianco | a8 re del bianco · b8 alfiere del bianco · b6 cavallo del bianco · f6 pedone del nero · b5 cavallo del bianco · c5 pedone del nero · e5 torre del nero · f5 pedone del bianco · c4 pedone del nero · e4 re del nero · f4 pedone del nero · g4 donna del bianco · c3 torre del bianco · e2 pedone del bianco | a8 re del bianco · b8 alfiere del bianco · b6 cavallo del bianco · f6 pedone del nero · b5 cavallo del bianco · c5 pedone del nero · e5 torre del nero · f5 pedone del bianco · c4 pedone del nero · e4 re del nero · f4 pedone del nero · g4 donna del bianco · c3 torre del bianco · e2 pedone del bianco | a8 re del bianco · b8 alfiere del bianco · b6 cavallo del bianco · f6 pedone del nero · b5 cavallo del bianco · c5 pedone del nero · e5 torre del nero · f5 pedone del bianco · c4 pedone del nero · e4 re del nero · f4 pedone del nero · g4 donna del bianco · c3 torre del bianco · e2 pedone del bianco | a8 re del bianco · b8 alfiere del bianco · b6 cavallo del bianco · f6 pedone del nero · b5 cavallo del bianco · c5 pedone del nero · e5 torre del nero · f5 pedone del bianco · c4 pedone del nero · e4 re del nero · f4 pedone del nero · g4 donna del bianco · c3 torre del bianco · e2 pedone del bianco | 1 |
|   | a | b | c | d | e | f | g | h |   |

Soluzione:
1. Dg8!  (zugzwang)
1... Te7/e8/d5 2. Dd5#

1... Txf5 2. Dxc4#

1... Rxf5 2. Cd6#

|   | a | b | c | d | e | f | g | h |   |
| 8 | a8 torre del nero · c8 torre del nero · g7 pedone del bianco · a6 pedone del nero · f6 pedone del nero · g6 re del bianco · f5 alfiere del bianco · g5 pedone del nero · f4 pedone del nero · h4 re del nero · d3 pedone del nero · b2 donna del bianco · f2 pedone del bianco · a1 alfiere del bianco · g1 cavallo del bianco · h1 alfiere del nero | a8 torre del nero · c8 torre del nero · g7 pedone del bianco · a6 pedone del nero · f6 pedone del nero · g6 re del bianco · f5 alfiere del bianco · g5 pedone del nero · f4 pedone del nero · h4 re del nero · d3 pedone del nero · b2 donna del bianco · f2 pedone del bianco · a1 alfiere del bianco · g1 cavallo del bianco · h1 alfiere del nero | a8 torre del nero · c8 torre del nero · g7 pedone del bianco · a6 pedone del nero · f6 pedone del nero · g6 re del bianco · f5 alfiere del bianco · g5 pedone del nero · f4 pedone del nero · h4 re del nero · d3 pedone del nero · b2 donna del bianco · f2 pedone del bianco · a1 alfiere del bianco · g1 cavallo del bianco · h1 alfiere del nero | a8 torre del nero · c8 torre del nero · g7 pedone del bianco · a6 pedone del nero · f6 pedone del nero · g6 re del bianco · f5 alfiere del bianco · g5 pedone del nero · f4 pedone del nero · h4 re del nero · d3 pedone del nero · b2 donna del bianco · f2 pedone del bianco · a1 alfiere del bianco · g1 cavallo del bianco · h1 alfiere del nero | a8 torre del nero · c8 torre del nero · g7 pedone del bianco · a6 pedone del nero · f6 pedone del nero · g6 re del bianco · f5 alfiere del bianco · g5 pedone del nero · f4 pedone del nero · h4 re del nero · d3 pedone del nero · b2 donna del bianco · f2 pedone del bianco · a1 alfiere del bianco · g1 cavallo del bianco · h1 alfiere del nero | a8 torre del nero · c8 torre del nero · g7 pedone del bianco · a6 pedone del nero · f6 pedone del nero · g6 re del bianco · f5 alfiere del bianco · g5 pedone del nero · f4 pedone del nero · h4 re del nero · d3 pedone del nero · b2 donna del bianco · f2 pedone del bianco · a1 alfiere del bianco · g1 cavallo del bianco · h1 alfiere del nero | a8 torre del nero · c8 torre del nero · g7 pedone del bianco · a6 pedone del nero · f6 pedone del nero · g6 re del bianco · f5 alfiere del bianco · g5 pedone del nero · f4 pedone del nero · h4 re del nero · d3 pedone del nero · b2 donna del bianco · f2 pedone del bianco · a1 alfiere del bianco · g1 cavallo del bianco · h1 alfiere del nero | a8 torre del nero · c8 torre del nero · g7 pedone del bianco · a6 pedone del nero · f6 pedone del nero · g6 re del bianco · f5 alfiere del bianco · g5 pedone del nero · f4 pedone del nero · h4 re del nero · d3 pedone del nero · b2 donna del bianco · f2 pedone del bianco · a1 alfiere del bianco · g1 cavallo del bianco · h1 alfiere del nero | 8 |
| 7 | a8 torre del nero · c8 torre del nero · g7 pedone del bianco · a6 pedone del nero · f6 pedone del nero · g6 re del bianco · f5 alfiere del bianco · g5 pedone del nero · f4 pedone del nero · h4 re del nero · d3 pedone del nero · b2 donna del bianco · f2 pedone del bianco · a1 alfiere del bianco · g1 cavallo del bianco · h1 alfiere del nero | a8 torre del nero · c8 torre del nero · g7 pedone del bianco · a6 pedone del nero · f6 pedone del nero · g6 re del bianco · f5 alfiere del bianco · g5 pedone del nero · f4 pedone del nero · h4 re del nero · d3 pedone del nero · b2 donna del bianco · f2 pedone del bianco · a1 alfiere del bianco · g1 cavallo del bianco · h1 alfiere del nero | a8 torre del nero · c8 torre del nero · g7 pedone del bianco · a6 pedone del nero · f6 pedone del nero · g6 re del bianco · f5 alfiere del bianco · g5 pedone del nero · f4 pedone del nero · h4 re del nero · d3 pedone del nero · b2 donna del bianco · f2 pedone del bianco · a1 alfiere del bianco · g1 cavallo del bianco · h1 alfiere del nero | a8 torre del nero · c8 torre del nero · g7 pedone del bianco · a6 pedone del nero · f6 pedone del nero · g6 re del bianco · f5 alfiere del bianco · g5 pedone del nero · f4 pedone del nero · h4 re del nero · d3 pedone del nero · b2 donna del bianco · f2 pedone del bianco · a1 alfiere del bianco · g1 cavallo del bianco · h1 alfiere del nero | a8 torre del nero · c8 torre del nero · g7 pedone del bianco · a6 pedone del nero · f6 pedone del nero · g6 re del bianco · f5 alfiere del bianco · g5 pedone del nero · f4 pedone del nero · h4 re del nero · d3 pedone del nero · b2 donna del bianco · f2 pedone del bianco · a1 alfiere del bianco · g1 cavallo del bianco · h1 alfiere del nero | a8 torre del nero · c8 torre del nero · g7 pedone del bianco · a6 pedone del nero · f6 pedone del nero · g6 re del bianco · f5 alfiere del bianco · g5 pedone del nero · f4 pedone del nero · h4 re del nero · d3 pedone del nero · b2 donna del bianco · f2 pedone del bianco · a1 alfiere del bianco · g1 cavallo del bianco · h1 alfiere del nero | a8 torre del nero · c8 torre del nero · g7 pedone del bianco · a6 pedone del nero · f6 pedone del nero · g6 re del bianco · f5 alfiere del bianco · g5 pedone del nero · f4 pedone del nero · h4 re del nero · d3 pedone del nero · b2 donna del bianco · f2 pedone del bianco · a1 alfiere del bianco · g1 cavallo del bianco · h1 alfiere del nero | a8 torre del nero · c8 torre del nero · g7 pedone del bianco · a6 pedone del nero · f6 pedone del nero · g6 re del bianco · f5 alfiere del bianco · g5 pedone del nero · f4 pedone del nero · h4 re del nero · d3 pedone del nero · b2 donna del bianco · f2 pedone del bianco · a1 alfiere del bianco · g1 cavallo del bianco · h1 alfiere del nero | 7 |
| 6 | a8 torre del nero · c8 torre del nero · g7 pedone del bianco · a6 pedone del nero · f6 pedone del nero · g6 re del bianco · f5 alfiere del bianco · g5 pedone del nero · f4 pedone del nero · h4 re del nero · d3 pedone del nero · b2 donna del bianco · f2 pedone del bianco · a1 alfiere del bianco · g1 cavallo del bianco · h1 alfiere del nero | a8 torre del nero · c8 torre del nero · g7 pedone del bianco · a6 pedone del nero · f6 pedone del nero · g6 re del bianco · f5 alfiere del bianco · g5 pedone del nero · f4 pedone del nero · h4 re del nero · d3 pedone del nero · b2 donna del bianco · f2 pedone del bianco · a1 alfiere del bianco · g1 cavallo del bianco · h1 alfiere del nero | a8 torre del nero · c8 torre del nero · g7 pedone del bianco · a6 pedone del nero · f6 pedone del nero · g6 re del bianco · f5 alfiere del bianco · g5 pedone del nero · f4 pedone del nero · h4 re del nero · d3 pedone del nero · b2 donna del bianco · f2 pedone del bianco · a1 alfiere del bianco · g1 cavallo del bianco · h1 alfiere del nero | a8 torre del nero · c8 torre del nero · g7 pedone del bianco · a6 pedone del nero · f6 pedone del nero · g6 re del bianco · f5 alfiere del bianco · g5 pedone del nero · f4 pedone del nero · h4 re del nero · d3 pedone del nero · b2 donna del bianco · f2 pedone del bianco · a1 alfiere del bianco · g1 cavallo del bianco · h1 alfiere del nero | a8 torre del nero · c8 torre del nero · g7 pedone del bianco · a6 pedone del nero · f6 pedone del nero · g6 re del bianco · f5 alfiere del bianco · g5 pedone del nero · f4 pedone del nero · h4 re del nero · d3 pedone del nero · b2 donna del bianco · f2 pedone del bianco · a1 alfiere del bianco · g1 cavallo del bianco · h1 alfiere del nero | a8 torre del nero · c8 torre del nero · g7 pedone del bianco · a6 pedone del nero · f6 pedone del nero · g6 re del bianco · f5 alfiere del bianco · g5 pedone del nero · f4 pedone del nero · h4 re del nero · d3 pedone del nero · b2 donna del bianco · f2 pedone del bianco · a1 alfiere del bianco · g1 cavallo del bianco · h1 alfiere del nero | a8 torre del nero · c8 torre del nero · g7 pedone del bianco · a6 pedone del nero · f6 pedone del nero · g6 re del bianco · f5 alfiere del bianco · g5 pedone del nero · f4 pedone del nero · h4 re del nero · d3 pedone del nero · b2 donna del bianco · f2 pedone del bianco · a1 alfiere del bianco · g1 cavallo del bianco · h1 alfiere del nero | a8 torre del nero · c8 torre del nero · g7 pedone del bianco · a6 pedone del nero · f6 pedone del nero · g6 re del bianco · f5 alfiere del bianco · g5 pedone del nero · f4 pedone del nero · h4 re del nero · d3 pedone del nero · b2 donna del bianco · f2 pedone del bianco · a1 alfiere del bianco · g1 cavallo del bianco · h1 alfiere del nero | 6 |
| 5 | a8 torre del nero · c8 torre del nero · g7 pedone del bianco · a6 pedone del nero · f6 pedone del nero · g6 re del bianco · f5 alfiere del bianco · g5 pedone del nero · f4 pedone del nero · h4 re del nero · d3 pedone del nero · b2 donna del bianco · f2 pedone del bianco · a1 alfiere del bianco · g1 cavallo del bianco · h1 alfiere del nero | a8 torre del nero · c8 torre del nero · g7 pedone del bianco · a6 pedone del nero · f6 pedone del nero · g6 re del bianco · f5 alfiere del bianco · g5 pedone del nero · f4 pedone del nero · h4 re del nero · d3 pedone del nero · b2 donna del bianco · f2 pedone del bianco · a1 alfiere del bianco · g1 cavallo del bianco · h1 alfiere del nero | a8 torre del nero · c8 torre del nero · g7 pedone del bianco · a6 pedone del nero · f6 pedone del nero · g6 re del bianco · f5 alfiere del bianco · g5 pedone del nero · f4 pedone del nero · h4 re del nero · d3 pedone del nero · b2 donna del bianco · f2 pedone del bianco · a1 alfiere del bianco · g1 cavallo del bianco · h1 alfiere del nero | a8 torre del nero · c8 torre del nero · g7 pedone del bianco · a6 pedone del nero · f6 pedone del nero · g6 re del bianco · f5 alfiere del bianco · g5 pedone del nero · f4 pedone del nero · h4 re del nero · d3 pedone del nero · b2 donna del bianco · f2 pedone del bianco · a1 alfiere del bianco · g1 cavallo del bianco · h1 alfiere del nero | a8 torre del nero · c8 torre del nero · g7 pedone del bianco · a6 pedone del nero · f6 pedone del nero · g6 re del bianco · f5 alfiere del bianco · g5 pedone del nero · f4 pedone del nero · h4 re del nero · d3 pedone del nero · b2 donna del bianco · f2 pedone del bianco · a1 alfiere del bianco · g1 cavallo del bianco · h1 alfiere del nero | a8 torre del nero · c8 torre del nero · g7 pedone del bianco · a6 pedone del nero · f6 pedone del nero · g6 re del bianco · f5 alfiere del bianco · g5 pedone del nero · f4 pedone del nero · h4 re del nero · d3 pedone del nero · b2 donna del bianco · f2 pedone del bianco · a1 alfiere del bianco · g1 cavallo del bianco · h1 alfiere del nero | a8 torre del nero · c8 torre del nero · g7 pedone del bianco · a6 pedone del nero · f6 pedone del nero · g6 re del bianco · f5 alfiere del bianco · g5 pedone del nero · f4 pedone del nero · h4 re del nero · d3 pedone del nero · b2 donna del bianco · f2 pedone del bianco · a1 alfiere del bianco · g1 cavallo del bianco · h1 alfiere del nero | a8 torre del nero · c8 torre del nero · g7 pedone del bianco · a6 pedone del nero · f6 pedone del nero · g6 re del bianco · f5 alfiere del bianco · g5 pedone del nero · f4 pedone del nero · h4 re del nero · d3 pedone del nero · b2 donna del bianco · f2 pedone del bianco · a1 alfiere del bianco · g1 cavallo del bianco · h1 alfiere del nero | 5 |
| 4 | a8 torre del nero · c8 torre del nero · g7 pedone del bianco · a6 pedone del nero · f6 pedone del nero · g6 re del bianco · f5 alfiere del bianco · g5 pedone del nero · f4 pedone del nero · h4 re del nero · d3 pedone del nero · b2 donna del bianco · f2 pedone del bianco · a1 alfiere del bianco · g1 cavallo del bianco · h1 alfiere del nero | a8 torre del nero · c8 torre del nero · g7 pedone del bianco · a6 pedone del nero · f6 pedone del nero · g6 re del bianco · f5 alfiere del bianco · g5 pedone del nero · f4 pedone del nero · h4 re del nero · d3 pedone del nero · b2 donna del bianco · f2 pedone del bianco · a1 alfiere del bianco · g1 cavallo del bianco · h1 alfiere del nero | a8 torre del nero · c8 torre del nero · g7 pedone del bianco · a6 pedone del nero · f6 pedone del nero · g6 re del bianco · f5 alfiere del bianco · g5 pedone del nero · f4 pedone del nero · h4 re del nero · d3 pedone del nero · b2 donna del bianco · f2 pedone del bianco · a1 alfiere del bianco · g1 cavallo del bianco · h1 alfiere del nero | a8 torre del nero · c8 torre del nero · g7 pedone del bianco · a6 pedone del nero · f6 pedone del nero · g6 re del bianco · f5 alfiere del bianco · g5 pedone del nero · f4 pedone del nero · h4 re del nero · d3 pedone del nero · b2 donna del bianco · f2 pedone del bianco · a1 alfiere del bianco · g1 cavallo del bianco · h1 alfiere del nero | a8 torre del nero · c8 torre del nero · g7 pedone del bianco · a6 pedone del nero · f6 pedone del nero · g6 re del bianco · f5 alfiere del bianco · g5 pedone del nero · f4 pedone del nero · h4 re del nero · d3 pedone del nero · b2 donna del bianco · f2 pedone del bianco · a1 alfiere del bianco · g1 cavallo del bianco · h1 alfiere del nero | a8 torre del nero · c8 torre del nero · g7 pedone del bianco · a6 pedone del nero · f6 pedone del nero · g6 re del bianco · f5 alfiere del bianco · g5 pedone del nero · f4 pedone del nero · h4 re del nero · d3 pedone del nero · b2 donna del bianco · f2 pedone del bianco · a1 alfiere del bianco · g1 cavallo del bianco · h1 alfiere del nero | a8 torre del nero · c8 torre del nero · g7 pedone del bianco · a6 pedone del nero · f6 pedone del nero · g6 re del bianco · f5 alfiere del bianco · g5 pedone del nero · f4 pedone del nero · h4 re del nero · d3 pedone del nero · b2 donna del bianco · f2 pedone del bianco · a1 alfiere del bianco · g1 cavallo del bianco · h1 alfiere del nero | a8 torre del nero · c8 torre del nero · g7 pedone del bianco · a6 pedone del nero · f6 pedone del nero · g6 re del bianco · f5 alfiere del bianco · g5 pedone del nero · f4 pedone del nero · h4 re del nero · d3 pedone del nero · b2 donna del bianco · f2 pedone del bianco · a1 alfiere del bianco · g1 cavallo del bianco · h1 alfiere del nero | 4 |
| 3 | a8 torre del nero · c8 torre del nero · g7 pedone del bianco · a6 pedone del nero · f6 pedone del nero · g6 re del bianco · f5 alfiere del bianco · g5 pedone del nero · f4 pedone del nero · h4 re del nero · d3 pedone del nero · b2 donna del bianco · f2 pedone del bianco · a1 alfiere del bianco · g1 cavallo del bianco · h1 alfiere del nero | a8 torre del nero · c8 torre del nero · g7 pedone del bianco · a6 pedone del nero · f6 pedone del nero · g6 re del bianco · f5 alfiere del bianco · g5 pedone del nero · f4 pedone del nero · h4 re del nero · d3 pedone del nero · b2 donna del bianco · f2 pedone del bianco · a1 alfiere del bianco · g1 cavallo del bianco · h1 alfiere del nero | a8 torre del nero · c8 torre del nero · g7 pedone del bianco · a6 pedone del nero · f6 pedone del nero · g6 re del bianco · f5 alfiere del bianco · g5 pedone del nero · f4 pedone del nero · h4 re del nero · d3 pedone del nero · b2 donna del bianco · f2 pedone del bianco · a1 alfiere del bianco · g1 cavallo del bianco · h1 alfiere del nero | a8 torre del nero · c8 torre del nero · g7 pedone del bianco · a6 pedone del nero · f6 pedone del nero · g6 re del bianco · f5 alfiere del bianco · g5 pedone del nero · f4 pedone del nero · h4 re del nero · d3 pedone del nero · b2 donna del bianco · f2 pedone del bianco · a1 alfiere del bianco · g1 cavallo del bianco · h1 alfiere del nero | a8 torre del nero · c8 torre del nero · g7 pedone del bianco · a6 pedone del nero · f6 pedone del nero · g6 re del bianco · f5 alfiere del bianco · g5 pedone del nero · f4 pedone del nero · h4 re del nero · d3 pedone del nero · b2 donna del bianco · f2 pedone del bianco · a1 alfiere del bianco · g1 cavallo del bianco · h1 alfiere del nero | a8 torre del nero · c8 torre del nero · g7 pedone del bianco · a6 pedone del nero · f6 pedone del nero · g6 re del bianco · f5 alfiere del bianco · g5 pedone del nero · f4 pedone del nero · h4 re del nero · d3 pedone del nero · b2 donna del bianco · f2 pedone del bianco · a1 alfiere del bianco · g1 cavallo del bianco · h1 alfiere del nero | a8 torre del nero · c8 torre del nero · g7 pedone del bianco · a6 pedone del nero · f6 pedone del nero · g6 re del bianco · f5 alfiere del bianco · g5 pedone del nero · f4 pedone del nero · h4 re del nero · d3 pedone del nero · b2 donna del bianco · f2 pedone del bianco · a1 alfiere del bianco · g1 cavallo del bianco · h1 alfiere del nero | a8 torre del nero · c8 torre del nero · g7 pedone del bianco · a6 pedone del nero · f6 pedone del nero · g6 re del bianco · f5 alfiere del bianco · g5 pedone del nero · f4 pedone del nero · h4 re del nero · d3 pedone del nero · b2 donna del bianco · f2 pedone del bianco · a1 alfiere del bianco · g1 cavallo del bianco · h1 alfiere del nero | 3 |
| 2 | a8 torre del nero · c8 torre del nero · g7 pedone del bianco · a6 pedone del nero · f6 pedone del nero · g6 re del bianco · f5 alfiere del bianco · g5 pedone del nero · f4 pedone del nero · h4 re del nero · d3 pedone del nero · b2 donna del bianco · f2 pedone del bianco · a1 alfiere del bianco · g1 cavallo del bianco · h1 alfiere del nero | a8 torre del nero · c8 torre del nero · g7 pedone del bianco · a6 pedone del nero · f6 pedone del nero · g6 re del bianco · f5 alfiere del bianco · g5 pedone del nero · f4 pedone del nero · h4 re del nero · d3 pedone del nero · b2 donna del bianco · f2 pedone del bianco · a1 alfiere del bianco · g1 cavallo del bianco · h1 alfiere del nero | a8 torre del nero · c8 torre del nero · g7 pedone del bianco · a6 pedone del nero · f6 pedone del nero · g6 re del bianco · f5 alfiere del bianco · g5 pedone del nero · f4 pedone del nero · h4 re del nero · d3 pedone del nero · b2 donna del bianco · f2 pedone del bianco · a1 alfiere del bianco · g1 cavallo del bianco · h1 alfiere del nero | a8 torre del nero · c8 torre del nero · g7 pedone del bianco · a6 pedone del nero · f6 pedone del nero · g6 re del bianco · f5 alfiere del bianco · g5 pedone del nero · f4 pedone del nero · h4 re del nero · d3 pedone del nero · b2 donna del bianco · f2 pedone del bianco · a1 alfiere del bianco · g1 cavallo del bianco · h1 alfiere del nero | a8 torre del nero · c8 torre del nero · g7 pedone del bianco · a6 pedone del nero · f6 pedone del nero · g6 re del bianco · f5 alfiere del bianco · g5 pedone del nero · f4 pedone del nero · h4 re del nero · d3 pedone del nero · b2 donna del bianco · f2 pedone del bianco · a1 alfiere del bianco · g1 cavallo del bianco · h1 alfiere del nero | a8 torre del nero · c8 torre del nero · g7 pedone del bianco · a6 pedone del nero · f6 pedone del nero · g6 re del bianco · f5 alfiere del bianco · g5 pedone del nero · f4 pedone del nero · h4 re del nero · d3 pedone del nero · b2 donna del bianco · f2 pedone del bianco · a1 alfiere del bianco · g1 cavallo del bianco · h1 alfiere del nero | a8 torre del nero · c8 torre del nero · g7 pedone del bianco · a6 pedone del nero · f6 pedone del nero · g6 re del bianco · f5 alfiere del bianco · g5 pedone del nero · f4 pedone del nero · h4 re del nero · d3 pedone del nero · b2 donna del bianco · f2 pedone del bianco · a1 alfiere del bianco · g1 cavallo del bianco · h1 alfiere del nero | a8 torre del nero · c8 torre del nero · g7 pedone del bianco · a6 pedone del nero · f6 pedone del nero · g6 re del bianco · f5 alfiere del bianco · g5 pedone del nero · f4 pedone del nero · h4 re del nero · d3 pedone del nero · b2 donna del bianco · f2 pedone del bianco · a1 alfiere del bianco · g1 cavallo del bianco · h1 alfiere del nero | 2 |
| 1 | a8 torre del nero · c8 torre del nero · g7 pedone del bianco · a6 pedone del nero · f6 pedone del nero · g6 re del bianco · f5 alfiere del bianco · g5 pedone del nero · f4 pedone del nero · h4 re del nero · d3 pedone del nero · b2 donna del bianco · f2 pedone del bianco · a1 alfiere del bianco · g1 cavallo del bianco · h1 alfiere del nero | a8 torre del nero · c8 torre del nero · g7 pedone del bianco · a6 pedone del nero · f6 pedone del nero · g6 re del bianco · f5 alfiere del bianco · g5 pedone del nero · f4 pedone del nero · h4 re del nero · d3 pedone del nero · b2 donna del bianco · f2 pedone del bianco · a1 alfiere del bianco · g1 cavallo del bianco · h1 alfiere del nero | a8 torre del nero · c8 torre del nero · g7 pedone del bianco · a6 pedone del nero · f6 pedone del nero · g6 re del bianco · f5 alfiere del bianco · g5 pedone del nero · f4 pedone del nero · h4 re del nero · d3 pedone del nero · b2 donna del bianco · f2 pedone del bianco · a1 alfiere del bianco · g1 cavallo del bianco · h1 alfiere del nero | a8 torre del nero · c8 torre del nero · g7 pedone del bianco · a6 pedone del nero · f6 pedone del nero · g6 re del bianco · f5 alfiere del bianco · g5 pedone del nero · f4 pedone del nero · h4 re del nero · d3 pedone del nero · b2 donna del bianco · f2 pedone del bianco · a1 alfiere del bianco · g1 cavallo del bianco · h1 alfiere del nero | a8 torre del nero · c8 torre del nero · g7 pedone del bianco · a6 pedone del nero · f6 pedone del nero · g6 re del bianco · f5 alfiere del bianco · g5 pedone del nero · f4 pedone del nero · h4 re del nero · d3 pedone del nero · b2 donna del bianco · f2 pedone del bianco · a1 alfiere del bianco · g1 cavallo del bianco · h1 alfiere del nero | a8 torre del nero · c8 torre del nero · g7 pedone del bianco · a6 pedone del nero · f6 pedone del nero · g6 re del bianco · f5 alfiere del bianco · g5 pedone del nero · f4 pedone del nero · h4 re del nero · d3 pedone del nero · b2 donna del bianco · f2 pedone del bianco · a1 alfiere del bianco · g1 cavallo del bianco · h1 alfiere del nero | a8 torre del nero · c8 torre del nero · g7 pedone del bianco · a6 pedone del nero · f6 pedone del nero · g6 re del bianco · f5 alfiere del bianco · g5 pedone del nero · f4 pedone del nero · h4 re del nero · d3 pedone del nero · b2 donna del bianco · f2 pedone del bianco · a1 alfiere del bianco · g1 cavallo del bianco · h1 alfiere del nero | a8 torre del nero · c8 torre del nero · g7 pedone del bianco · a6 pedone del nero · f6 pedone del nero · g6 re del bianco · f5 alfiere del bianco · g5 pedone del nero · f4 pedone del nero · h4 re del nero · d3 pedone del nero · b2 donna del bianco · f2 pedone del bianco · a1 alfiere del bianco · g1 cavallo del bianco · h1 alfiere del nero | 1 |
|   | a | b | c | d | e | f | g | h |   |

Soluzione:
1. Db7!  (min. 2. Dxh1#)
1. ...Axb7  2. Axf6 ∼  3. Axg5#  (2... Tc6 3. Cf3#)

1. ...Ac6  2. Dxc6 ∼  3. Dh1#

1. ...f3   2. Dxf3 ∼  3. Dxh1#

|   | a | b | c | d | e | f | g | h |   |
| 8 | c8 alfiere del nero · d8 torre del nero · e8 torre del nero · f8 alfiere del nero · g7 cavallo del bianco · b5 donna del bianco · d5 pedone del nero · e5 pedone del nero · g5 torre del bianco · a4 pedone del nero · b4 pedone del bianco · d4 re del nero · e4 pedone del nero · g4 pedone del nero · h4 re del bianco · b3 pedone del nero · g3 alfiere del bianco · b2 torre del bianco · g2 alfiere del bianco · f1 cavallo del bianco | c8 alfiere del nero · d8 torre del nero · e8 torre del nero · f8 alfiere del nero · g7 cavallo del bianco · b5 donna del bianco · d5 pedone del nero · e5 pedone del nero · g5 torre del bianco · a4 pedone del nero · b4 pedone del bianco · d4 re del nero · e4 pedone del nero · g4 pedone del nero · h4 re del bianco · b3 pedone del nero · g3 alfiere del bianco · b2 torre del bianco · g2 alfiere del bianco · f1 cavallo del bianco | c8 alfiere del nero · d8 torre del nero · e8 torre del nero · f8 alfiere del nero · g7 cavallo del bianco · b5 donna del bianco · d5 pedone del nero · e5 pedone del nero · g5 torre del bianco · a4 pedone del nero · b4 pedone del bianco · d4 re del nero · e4 pedone del nero · g4 pedone del nero · h4 re del bianco · b3 pedone del nero · g3 alfiere del bianco · b2 torre del bianco · g2 alfiere del bianco · f1 cavallo del bianco | c8 alfiere del nero · d8 torre del nero · e8 torre del nero · f8 alfiere del nero · g7 cavallo del bianco · b5 donna del bianco · d5 pedone del nero · e5 pedone del nero · g5 torre del bianco · a4 pedone del nero · b4 pedone del bianco · d4 re del nero · e4 pedone del nero · g4 pedone del nero · h4 re del bianco · b3 pedone del nero · g3 alfiere del bianco · b2 torre del bianco · g2 alfiere del bianco · f1 cavallo del bianco | c8 alfiere del nero · d8 torre del nero · e8 torre del nero · f8 alfiere del nero · g7 cavallo del bianco · b5 donna del bianco · d5 pedone del nero · e5 pedone del nero · g5 torre del bianco · a4 pedone del nero · b4 pedone del bianco · d4 re del nero · e4 pedone del nero · g4 pedone del nero · h4 re del bianco · b3 pedone del nero · g3 alfiere del bianco · b2 torre del bianco · g2 alfiere del bianco · f1 cavallo del bianco | c8 alfiere del nero · d8 torre del nero · e8 torre del nero · f8 alfiere del nero · g7 cavallo del bianco · b5 donna del bianco · d5 pedone del nero · e5 pedone del nero · g5 torre del bianco · a4 pedone del nero · b4 pedone del bianco · d4 re del nero · e4 pedone del nero · g4 pedone del nero · h4 re del bianco · b3 pedone del nero · g3 alfiere del bianco · b2 torre del bianco · g2 alfiere del bianco · f1 cavallo del bianco | c8 alfiere del nero · d8 torre del nero · e8 torre del nero · f8 alfiere del nero · g7 cavallo del bianco · b5 donna del bianco · d5 pedone del nero · e5 pedone del nero · g5 torre del bianco · a4 pedone del nero · b4 pedone del bianco · d4 re del nero · e4 pedone del nero · g4 pedone del nero · h4 re del bianco · b3 pedone del nero · g3 alfiere del bianco · b2 torre del bianco · g2 alfiere del bianco · f1 cavallo del bianco | c8 alfiere del nero · d8 torre del nero · e8 torre del nero · f8 alfiere del nero · g7 cavallo del bianco · b5 donna del bianco · d5 pedone del nero · e5 pedone del nero · g5 torre del bianco · a4 pedone del nero · b4 pedone del bianco · d4 re del nero · e4 pedone del nero · g4 pedone del nero · h4 re del bianco · b3 pedone del nero · g3 alfiere del bianco · b2 torre del bianco · g2 alfiere del bianco · f1 cavallo del bianco | 8 |
| 7 | c8 alfiere del nero · d8 torre del nero · e8 torre del nero · f8 alfiere del nero · g7 cavallo del bianco · b5 donna del bianco · d5 pedone del nero · e5 pedone del nero · g5 torre del bianco · a4 pedone del nero · b4 pedone del bianco · d4 re del nero · e4 pedone del nero · g4 pedone del nero · h4 re del bianco · b3 pedone del nero · g3 alfiere del bianco · b2 torre del bianco · g2 alfiere del bianco · f1 cavallo del bianco | c8 alfiere del nero · d8 torre del nero · e8 torre del nero · f8 alfiere del nero · g7 cavallo del bianco · b5 donna del bianco · d5 pedone del nero · e5 pedone del nero · g5 torre del bianco · a4 pedone del nero · b4 pedone del bianco · d4 re del nero · e4 pedone del nero · g4 pedone del nero · h4 re del bianco · b3 pedone del nero · g3 alfiere del bianco · b2 torre del bianco · g2 alfiere del bianco · f1 cavallo del bianco | c8 alfiere del nero · d8 torre del nero · e8 torre del nero · f8 alfiere del nero · g7 cavallo del bianco · b5 donna del bianco · d5 pedone del nero · e5 pedone del nero · g5 torre del bianco · a4 pedone del nero · b4 pedone del bianco · d4 re del nero · e4 pedone del nero · g4 pedone del nero · h4 re del bianco · b3 pedone del nero · g3 alfiere del bianco · b2 torre del bianco · g2 alfiere del bianco · f1 cavallo del bianco | c8 alfiere del nero · d8 torre del nero · e8 torre del nero · f8 alfiere del nero · g7 cavallo del bianco · b5 donna del bianco · d5 pedone del nero · e5 pedone del nero · g5 torre del bianco · a4 pedone del nero · b4 pedone del bianco · d4 re del nero · e4 pedone del nero · g4 pedone del nero · h4 re del bianco · b3 pedone del nero · g3 alfiere del bianco · b2 torre del bianco · g2 alfiere del bianco · f1 cavallo del bianco | c8 alfiere del nero · d8 torre del nero · e8 torre del nero · f8 alfiere del nero · g7 cavallo del bianco · b5 donna del bianco · d5 pedone del nero · e5 pedone del nero · g5 torre del bianco · a4 pedone del nero · b4 pedone del bianco · d4 re del nero · e4 pedone del nero · g4 pedone del nero · h4 re del bianco · b3 pedone del nero · g3 alfiere del bianco · b2 torre del bianco · g2 alfiere del bianco · f1 cavallo del bianco | c8 alfiere del nero · d8 torre del nero · e8 torre del nero · f8 alfiere del nero · g7 cavallo del bianco · b5 donna del bianco · d5 pedone del nero · e5 pedone del nero · g5 torre del bianco · a4 pedone del nero · b4 pedone del bianco · d4 re del nero · e4 pedone del nero · g4 pedone del nero · h4 re del bianco · b3 pedone del nero · g3 alfiere del bianco · b2 torre del bianco · g2 alfiere del bianco · f1 cavallo del bianco | c8 alfiere del nero · d8 torre del nero · e8 torre del nero · f8 alfiere del nero · g7 cavallo del bianco · b5 donna del bianco · d5 pedone del nero · e5 pedone del nero · g5 torre del bianco · a4 pedone del nero · b4 pedone del bianco · d4 re del nero · e4 pedone del nero · g4 pedone del nero · h4 re del bianco · b3 pedone del nero · g3 alfiere del bianco · b2 torre del bianco · g2 alfiere del bianco · f1 cavallo del bianco | c8 alfiere del nero · d8 torre del nero · e8 torre del nero · f8 alfiere del nero · g7 cavallo del bianco · b5 donna del bianco · d5 pedone del nero · e5 pedone del nero · g5 torre del bianco · a4 pedone del nero · b4 pedone del bianco · d4 re del nero · e4 pedone del nero · g4 pedone del nero · h4 re del bianco · b3 pedone del nero · g3 alfiere del bianco · b2 torre del bianco · g2 alfiere del bianco · f1 cavallo del bianco | 7 |
| 6 | c8 alfiere del nero · d8 torre del nero · e8 torre del nero · f8 alfiere del nero · g7 cavallo del bianco · b5 donna del bianco · d5 pedone del nero · e5 pedone del nero · g5 torre del bianco · a4 pedone del nero · b4 pedone del bianco · d4 re del nero · e4 pedone del nero · g4 pedone del nero · h4 re del bianco · b3 pedone del nero · g3 alfiere del bianco · b2 torre del bianco · g2 alfiere del bianco · f1 cavallo del bianco | c8 alfiere del nero · d8 torre del nero · e8 torre del nero · f8 alfiere del nero · g7 cavallo del bianco · b5 donna del bianco · d5 pedone del nero · e5 pedone del nero · g5 torre del bianco · a4 pedone del nero · b4 pedone del bianco · d4 re del nero · e4 pedone del nero · g4 pedone del nero · h4 re del bianco · b3 pedone del nero · g3 alfiere del bianco · b2 torre del bianco · g2 alfiere del bianco · f1 cavallo del bianco | c8 alfiere del nero · d8 torre del nero · e8 torre del nero · f8 alfiere del nero · g7 cavallo del bianco · b5 donna del bianco · d5 pedone del nero · e5 pedone del nero · g5 torre del bianco · a4 pedone del nero · b4 pedone del bianco · d4 re del nero · e4 pedone del nero · g4 pedone del nero · h4 re del bianco · b3 pedone del nero · g3 alfiere del bianco · b2 torre del bianco · g2 alfiere del bianco · f1 cavallo del bianco | c8 alfiere del nero · d8 torre del nero · e8 torre del nero · f8 alfiere del nero · g7 cavallo del bianco · b5 donna del bianco · d5 pedone del nero · e5 pedone del nero · g5 torre del bianco · a4 pedone del nero · b4 pedone del bianco · d4 re del nero · e4 pedone del nero · g4 pedone del nero · h4 re del bianco · b3 pedone del nero · g3 alfiere del bianco · b2 torre del bianco · g2 alfiere del bianco · f1 cavallo del bianco | c8 alfiere del nero · d8 torre del nero · e8 torre del nero · f8 alfiere del nero · g7 cavallo del bianco · b5 donna del bianco · d5 pedone del nero · e5 pedone del nero · g5 torre del bianco · a4 pedone del nero · b4 pedone del bianco · d4 re del nero · e4 pedone del nero · g4 pedone del nero · h4 re del bianco · b3 pedone del nero · g3 alfiere del bianco · b2 torre del bianco · g2 alfiere del bianco · f1 cavallo del bianco | c8 alfiere del nero · d8 torre del nero · e8 torre del nero · f8 alfiere del nero · g7 cavallo del bianco · b5 donna del bianco · d5 pedone del nero · e5 pedone del nero · g5 torre del bianco · a4 pedone del nero · b4 pedone del bianco · d4 re del nero · e4 pedone del nero · g4 pedone del nero · h4 re del bianco · b3 pedone del nero · g3 alfiere del bianco · b2 torre del bianco · g2 alfiere del bianco · f1 cavallo del bianco | c8 alfiere del nero · d8 torre del nero · e8 torre del nero · f8 alfiere del nero · g7 cavallo del bianco · b5 donna del bianco · d5 pedone del nero · e5 pedone del nero · g5 torre del bianco · a4 pedone del nero · b4 pedone del bianco · d4 re del nero · e4 pedone del nero · g4 pedone del nero · h4 re del bianco · b3 pedone del nero · g3 alfiere del bianco · b2 torre del bianco · g2 alfiere del bianco · f1 cavallo del bianco | c8 alfiere del nero · d8 torre del nero · e8 torre del nero · f8 alfiere del nero · g7 cavallo del bianco · b5 donna del bianco · d5 pedone del nero · e5 pedone del nero · g5 torre del bianco · a4 pedone del nero · b4 pedone del bianco · d4 re del nero · e4 pedone del nero · g4 pedone del nero · h4 re del bianco · b3 pedone del nero · g3 alfiere del bianco · b2 torre del bianco · g2 alfiere del bianco · f1 cavallo del bianco | 6 |
| 5 | c8 alfiere del nero · d8 torre del nero · e8 torre del nero · f8 alfiere del nero · g7 cavallo del bianco · b5 donna del bianco · d5 pedone del nero · e5 pedone del nero · g5 torre del bianco · a4 pedone del nero · b4 pedone del bianco · d4 re del nero · e4 pedone del nero · g4 pedone del nero · h4 re del bianco · b3 pedone del nero · g3 alfiere del bianco · b2 torre del bianco · g2 alfiere del bianco · f1 cavallo del bianco | c8 alfiere del nero · d8 torre del nero · e8 torre del nero · f8 alfiere del nero · g7 cavallo del bianco · b5 donna del bianco · d5 pedone del nero · e5 pedone del nero · g5 torre del bianco · a4 pedone del nero · b4 pedone del bianco · d4 re del nero · e4 pedone del nero · g4 pedone del nero · h4 re del bianco · b3 pedone del nero · g3 alfiere del bianco · b2 torre del bianco · g2 alfiere del bianco · f1 cavallo del bianco | c8 alfiere del nero · d8 torre del nero · e8 torre del nero · f8 alfiere del nero · g7 cavallo del bianco · b5 donna del bianco · d5 pedone del nero · e5 pedone del nero · g5 torre del bianco · a4 pedone del nero · b4 pedone del bianco · d4 re del nero · e4 pedone del nero · g4 pedone del nero · h4 re del bianco · b3 pedone del nero · g3 alfiere del bianco · b2 torre del bianco · g2 alfiere del bianco · f1 cavallo del bianco | c8 alfiere del nero · d8 torre del nero · e8 torre del nero · f8 alfiere del nero · g7 cavallo del bianco · b5 donna del bianco · d5 pedone del nero · e5 pedone del nero · g5 torre del bianco · a4 pedone del nero · b4 pedone del bianco · d4 re del nero · e4 pedone del nero · g4 pedone del nero · h4 re del bianco · b3 pedone del nero · g3 alfiere del bianco · b2 torre del bianco · g2 alfiere del bianco · f1 cavallo del bianco | c8 alfiere del nero · d8 torre del nero · e8 torre del nero · f8 alfiere del nero · g7 cavallo del bianco · b5 donna del bianco · d5 pedone del nero · e5 pedone del nero · g5 torre del bianco · a4 pedone del nero · b4 pedone del bianco · d4 re del nero · e4 pedone del nero · g4 pedone del nero · h4 re del bianco · b3 pedone del nero · g3 alfiere del bianco · b2 torre del bianco · g2 alfiere del bianco · f1 cavallo del bianco | c8 alfiere del nero · d8 torre del nero · e8 torre del nero · f8 alfiere del nero · g7 cavallo del bianco · b5 donna del bianco · d5 pedone del nero · e5 pedone del nero · g5 torre del bianco · a4 pedone del nero · b4 pedone del bianco · d4 re del nero · e4 pedone del nero · g4 pedone del nero · h4 re del bianco · b3 pedone del nero · g3 alfiere del bianco · b2 torre del bianco · g2 alfiere del bianco · f1 cavallo del bianco | c8 alfiere del nero · d8 torre del nero · e8 torre del nero · f8 alfiere del nero · g7 cavallo del bianco · b5 donna del bianco · d5 pedone del nero · e5 pedone del nero · g5 torre del bianco · a4 pedone del nero · b4 pedone del bianco · d4 re del nero · e4 pedone del nero · g4 pedone del nero · h4 re del bianco · b3 pedone del nero · g3 alfiere del bianco · b2 torre del bianco · g2 alfiere del bianco · f1 cavallo del bianco | c8 alfiere del nero · d8 torre del nero · e8 torre del nero · f8 alfiere del nero · g7 cavallo del bianco · b5 donna del bianco · d5 pedone del nero · e5 pedone del nero · g5 torre del bianco · a4 pedone del nero · b4 pedone del bianco · d4 re del nero · e4 pedone del nero · g4 pedone del nero · h4 re del bianco · b3 pedone del nero · g3 alfiere del bianco · b2 torre del bianco · g2 alfiere del bianco · f1 cavallo del bianco | 5 |
| 4 | c8 alfiere del nero · d8 torre del nero · e8 torre del nero · f8 alfiere del nero · g7 cavallo del bianco · b5 donna del bianco · d5 pedone del nero · e5 pedone del nero · g5 torre del bianco · a4 pedone del nero · b4 pedone del bianco · d4 re del nero · e4 pedone del nero · g4 pedone del nero · h4 re del bianco · b3 pedone del nero · g3 alfiere del bianco · b2 torre del bianco · g2 alfiere del bianco · f1 cavallo del bianco | c8 alfiere del nero · d8 torre del nero · e8 torre del nero · f8 alfiere del nero · g7 cavallo del bianco · b5 donna del bianco · d5 pedone del nero · e5 pedone del nero · g5 torre del bianco · a4 pedone del nero · b4 pedone del bianco · d4 re del nero · e4 pedone del nero · g4 pedone del nero · h4 re del bianco · b3 pedone del nero · g3 alfiere del bianco · b2 torre del bianco · g2 alfiere del bianco · f1 cavallo del bianco | c8 alfiere del nero · d8 torre del nero · e8 torre del nero · f8 alfiere del nero · g7 cavallo del bianco · b5 donna del bianco · d5 pedone del nero · e5 pedone del nero · g5 torre del bianco · a4 pedone del nero · b4 pedone del bianco · d4 re del nero · e4 pedone del nero · g4 pedone del nero · h4 re del bianco · b3 pedone del nero · g3 alfiere del bianco · b2 torre del bianco · g2 alfiere del bianco · f1 cavallo del bianco | c8 alfiere del nero · d8 torre del nero · e8 torre del nero · f8 alfiere del nero · g7 cavallo del bianco · b5 donna del bianco · d5 pedone del nero · e5 pedone del nero · g5 torre del bianco · a4 pedone del nero · b4 pedone del bianco · d4 re del nero · e4 pedone del nero · g4 pedone del nero · h4 re del bianco · b3 pedone del nero · g3 alfiere del bianco · b2 torre del bianco · g2 alfiere del bianco · f1 cavallo del bianco | c8 alfiere del nero · d8 torre del nero · e8 torre del nero · f8 alfiere del nero · g7 cavallo del bianco · b5 donna del bianco · d5 pedone del nero · e5 pedone del nero · g5 torre del bianco · a4 pedone del nero · b4 pedone del bianco · d4 re del nero · e4 pedone del nero · g4 pedone del nero · h4 re del bianco · b3 pedone del nero · g3 alfiere del bianco · b2 torre del bianco · g2 alfiere del bianco · f1 cavallo del bianco | c8 alfiere del nero · d8 torre del nero · e8 torre del nero · f8 alfiere del nero · g7 cavallo del bianco · b5 donna del bianco · d5 pedone del nero · e5 pedone del nero · g5 torre del bianco · a4 pedone del nero · b4 pedone del bianco · d4 re del nero · e4 pedone del nero · g4 pedone del nero · h4 re del bianco · b3 pedone del nero · g3 alfiere del bianco · b2 torre del bianco · g2 alfiere del bianco · f1 cavallo del bianco | c8 alfiere del nero · d8 torre del nero · e8 torre del nero · f8 alfiere del nero · g7 cavallo del bianco · b5 donna del bianco · d5 pedone del nero · e5 pedone del nero · g5 torre del bianco · a4 pedone del nero · b4 pedone del bianco · d4 re del nero · e4 pedone del nero · g4 pedone del nero · h4 re del bianco · b3 pedone del nero · g3 alfiere del bianco · b2 torre del bianco · g2 alfiere del bianco · f1 cavallo del bianco | c8 alfiere del nero · d8 torre del nero · e8 torre del nero · f8 alfiere del nero · g7 cavallo del bianco · b5 donna del bianco · d5 pedone del nero · e5 pedone del nero · g5 torre del bianco · a4 pedone del nero · b4 pedone del bianco · d4 re del nero · e4 pedone del nero · g4 pedone del nero · h4 re del bianco · b3 pedone del nero · g3 alfiere del bianco · b2 torre del bianco · g2 alfiere del bianco · f1 cavallo del bianco | 4 |
| 3 | c8 alfiere del nero · d8 torre del nero · e8 torre del nero · f8 alfiere del nero · g7 cavallo del bianco · b5 donna del bianco · d5 pedone del nero · e5 pedone del nero · g5 torre del bianco · a4 pedone del nero · b4 pedone del bianco · d4 re del nero · e4 pedone del nero · g4 pedone del nero · h4 re del bianco · b3 pedone del nero · g3 alfiere del bianco · b2 torre del bianco · g2 alfiere del bianco · f1 cavallo del bianco | c8 alfiere del nero · d8 torre del nero · e8 torre del nero · f8 alfiere del nero · g7 cavallo del bianco · b5 donna del bianco · d5 pedone del nero · e5 pedone del nero · g5 torre del bianco · a4 pedone del nero · b4 pedone del bianco · d4 re del nero · e4 pedone del nero · g4 pedone del nero · h4 re del bianco · b3 pedone del nero · g3 alfiere del bianco · b2 torre del bianco · g2 alfiere del bianco · f1 cavallo del bianco | c8 alfiere del nero · d8 torre del nero · e8 torre del nero · f8 alfiere del nero · g7 cavallo del bianco · b5 donna del bianco · d5 pedone del nero · e5 pedone del nero · g5 torre del bianco · a4 pedone del nero · b4 pedone del bianco · d4 re del nero · e4 pedone del nero · g4 pedone del nero · h4 re del bianco · b3 pedone del nero · g3 alfiere del bianco · b2 torre del bianco · g2 alfiere del bianco · f1 cavallo del bianco | c8 alfiere del nero · d8 torre del nero · e8 torre del nero · f8 alfiere del nero · g7 cavallo del bianco · b5 donna del bianco · d5 pedone del nero · e5 pedone del nero · g5 torre del bianco · a4 pedone del nero · b4 pedone del bianco · d4 re del nero · e4 pedone del nero · g4 pedone del nero · h4 re del bianco · b3 pedone del nero · g3 alfiere del bianco · b2 torre del bianco · g2 alfiere del bianco · f1 cavallo del bianco | c8 alfiere del nero · d8 torre del nero · e8 torre del nero · f8 alfiere del nero · g7 cavallo del bianco · b5 donna del bianco · d5 pedone del nero · e5 pedone del nero · g5 torre del bianco · a4 pedone del nero · b4 pedone del bianco · d4 re del nero · e4 pedone del nero · g4 pedone del nero · h4 re del bianco · b3 pedone del nero · g3 alfiere del bianco · b2 torre del bianco · g2 alfiere del bianco · f1 cavallo del bianco | c8 alfiere del nero · d8 torre del nero · e8 torre del nero · f8 alfiere del nero · g7 cavallo del bianco · b5 donna del bianco · d5 pedone del nero · e5 pedone del nero · g5 torre del bianco · a4 pedone del nero · b4 pedone del bianco · d4 re del nero · e4 pedone del nero · g4 pedone del nero · h4 re del bianco · b3 pedone del nero · g3 alfiere del bianco · b2 torre del bianco · g2 alfiere del bianco · f1 cavallo del bianco | c8 alfiere del nero · d8 torre del nero · e8 torre del nero · f8 alfiere del nero · g7 cavallo del bianco · b5 donna del bianco · d5 pedone del nero · e5 pedone del nero · g5 torre del bianco · a4 pedone del nero · b4 pedone del bianco · d4 re del nero · e4 pedone del nero · g4 pedone del nero · h4 re del bianco · b3 pedone del nero · g3 alfiere del bianco · b2 torre del bianco · g2 alfiere del bianco · f1 cavallo del bianco | c8 alfiere del nero · d8 torre del nero · e8 torre del nero · f8 alfiere del nero · g7 cavallo del bianco · b5 donna del bianco · d5 pedone del nero · e5 pedone del nero · g5 torre del bianco · a4 pedone del nero · b4 pedone del bianco · d4 re del nero · e4 pedone del nero · g4 pedone del nero · h4 re del bianco · b3 pedone del nero · g3 alfiere del bianco · b2 torre del bianco · g2 alfiere del bianco · f1 cavallo del bianco | 3 |
| 2 | c8 alfiere del nero · d8 torre del nero · e8 torre del nero · f8 alfiere del nero · g7 cavallo del bianco · b5 donna del bianco · d5 pedone del nero · e5 pedone del nero · g5 torre del bianco · a4 pedone del nero · b4 pedone del bianco · d4 re del nero · e4 pedone del nero · g4 pedone del nero · h4 re del bianco · b3 pedone del nero · g3 alfiere del bianco · b2 torre del bianco · g2 alfiere del bianco · f1 cavallo del bianco | c8 alfiere del nero · d8 torre del nero · e8 torre del nero · f8 alfiere del nero · g7 cavallo del bianco · b5 donna del bianco · d5 pedone del nero · e5 pedone del nero · g5 torre del bianco · a4 pedone del nero · b4 pedone del bianco · d4 re del nero · e4 pedone del nero · g4 pedone del nero · h4 re del bianco · b3 pedone del nero · g3 alfiere del bianco · b2 torre del bianco · g2 alfiere del bianco · f1 cavallo del bianco | c8 alfiere del nero · d8 torre del nero · e8 torre del nero · f8 alfiere del nero · g7 cavallo del bianco · b5 donna del bianco · d5 pedone del nero · e5 pedone del nero · g5 torre del bianco · a4 pedone del nero · b4 pedone del bianco · d4 re del nero · e4 pedone del nero · g4 pedone del nero · h4 re del bianco · b3 pedone del nero · g3 alfiere del bianco · b2 torre del bianco · g2 alfiere del bianco · f1 cavallo del bianco | c8 alfiere del nero · d8 torre del nero · e8 torre del nero · f8 alfiere del nero · g7 cavallo del bianco · b5 donna del bianco · d5 pedone del nero · e5 pedone del nero · g5 torre del bianco · a4 pedone del nero · b4 pedone del bianco · d4 re del nero · e4 pedone del nero · g4 pedone del nero · h4 re del bianco · b3 pedone del nero · g3 alfiere del bianco · b2 torre del bianco · g2 alfiere del bianco · f1 cavallo del bianco | c8 alfiere del nero · d8 torre del nero · e8 torre del nero · f8 alfiere del nero · g7 cavallo del bianco · b5 donna del bianco · d5 pedone del nero · e5 pedone del nero · g5 torre del bianco · a4 pedone del nero · b4 pedone del bianco · d4 re del nero · e4 pedone del nero · g4 pedone del nero · h4 re del bianco · b3 pedone del nero · g3 alfiere del bianco · b2 torre del bianco · g2 alfiere del bianco · f1 cavallo del bianco | c8 alfiere del nero · d8 torre del nero · e8 torre del nero · f8 alfiere del nero · g7 cavallo del bianco · b5 donna del bianco · d5 pedone del nero · e5 pedone del nero · g5 torre del bianco · a4 pedone del nero · b4 pedone del bianco · d4 re del nero · e4 pedone del nero · g4 pedone del nero · h4 re del bianco · b3 pedone del nero · g3 alfiere del bianco · b2 torre del bianco · g2 alfiere del bianco · f1 cavallo del bianco | c8 alfiere del nero · d8 torre del nero · e8 torre del nero · f8 alfiere del nero · g7 cavallo del bianco · b5 donna del bianco · d5 pedone del nero · e5 pedone del nero · g5 torre del bianco · a4 pedone del nero · b4 pedone del bianco · d4 re del nero · e4 pedone del nero · g4 pedone del nero · h4 re del bianco · b3 pedone del nero · g3 alfiere del bianco · b2 torre del bianco · g2 alfiere del bianco · f1 cavallo del bianco | c8 alfiere del nero · d8 torre del nero · e8 torre del nero · f8 alfiere del nero · g7 cavallo del bianco · b5 donna del bianco · d5 pedone del nero · e5 pedone del nero · g5 torre del bianco · a4 pedone del nero · b4 pedone del bianco · d4 re del nero · e4 pedone del nero · g4 pedone del nero · h4 re del bianco · b3 pedone del nero · g3 alfiere del bianco · b2 torre del bianco · g2 alfiere del bianco · f1 cavallo del bianco | 2 |
| 1 | c8 alfiere del nero · d8 torre del nero · e8 torre del nero · f8 alfiere del nero · g7 cavallo del bianco · b5 donna del bianco · d5 pedone del nero · e5 pedone del nero · g5 torre del bianco · a4 pedone del nero · b4 pedone del bianco · d4 re del nero · e4 pedone del nero · g4 pedone del nero · h4 re del bianco · b3 pedone del nero · g3 alfiere del bianco · b2 torre del bianco · g2 alfiere del bianco · f1 cavallo del bianco | c8 alfiere del nero · d8 torre del nero · e8 torre del nero · f8 alfiere del nero · g7 cavallo del bianco · b5 donna del bianco · d5 pedone del nero · e5 pedone del nero · g5 torre del bianco · a4 pedone del nero · b4 pedone del bianco · d4 re del nero · e4 pedone del nero · g4 pedone del nero · h4 re del bianco · b3 pedone del nero · g3 alfiere del bianco · b2 torre del bianco · g2 alfiere del bianco · f1 cavallo del bianco | c8 alfiere del nero · d8 torre del nero · e8 torre del nero · f8 alfiere del nero · g7 cavallo del bianco · b5 donna del bianco · d5 pedone del nero · e5 pedone del nero · g5 torre del bianco · a4 pedone del nero · b4 pedone del bianco · d4 re del nero · e4 pedone del nero · g4 pedone del nero · h4 re del bianco · b3 pedone del nero · g3 alfiere del bianco · b2 torre del bianco · g2 alfiere del bianco · f1 cavallo del bianco | c8 alfiere del nero · d8 torre del nero · e8 torre del nero · f8 alfiere del nero · g7 cavallo del bianco · b5 donna del bianco · d5 pedone del nero · e5 pedone del nero · g5 torre del bianco · a4 pedone del nero · b4 pedone del bianco · d4 re del nero · e4 pedone del nero · g4 pedone del nero · h4 re del bianco · b3 pedone del nero · g3 alfiere del bianco · b2 torre del bianco · g2 alfiere del bianco · f1 cavallo del bianco | c8 alfiere del nero · d8 torre del nero · e8 torre del nero · f8 alfiere del nero · g7 cavallo del bianco · b5 donna del bianco · d5 pedone del nero · e5 pedone del nero · g5 torre del bianco · a4 pedone del nero · b4 pedone del bianco · d4 re del nero · e4 pedone del nero · g4 pedone del nero · h4 re del bianco · b3 pedone del nero · g3 alfiere del bianco · b2 torre del bianco · g2 alfiere del bianco · f1 cavallo del bianco | c8 alfiere del nero · d8 torre del nero · e8 torre del nero · f8 alfiere del nero · g7 cavallo del bianco · b5 donna del bianco · d5 pedone del nero · e5 pedone del nero · g5 torre del bianco · a4 pedone del nero · b4 pedone del bianco · d4 re del nero · e4 pedone del nero · g4 pedone del nero · h4 re del bianco · b3 pedone del nero · g3 alfiere del bianco · b2 torre del bianco · g2 alfiere del bianco · f1 cavallo del bianco | c8 alfiere del nero · d8 torre del nero · e8 torre del nero · f8 alfiere del nero · g7 cavallo del bianco · b5 donna del bianco · d5 pedone del nero · e5 pedone del nero · g5 torre del bianco · a4 pedone del nero · b4 pedone del bianco · d4 re del nero · e4 pedone del nero · g4 pedone del nero · h4 re del bianco · b3 pedone del nero · g3 alfiere del bianco · b2 torre del bianco · g2 alfiere del bianco · f1 cavallo del bianco | c8 alfiere del nero · d8 torre del nero · e8 torre del nero · f8 alfiere del nero · g7 cavallo del bianco · b5 donna del bianco · d5 pedone del nero · e5 pedone del nero · g5 torre del bianco · a4 pedone del nero · b4 pedone del bianco · d4 re del nero · e4 pedone del nero · g4 pedone del nero · h4 re del bianco · b3 pedone del nero · g3 alfiere del bianco · b2 torre del bianco · g2 alfiere del bianco · f1 cavallo del bianco | 1 |
|   | a | b | c | d | e | f | g | h |   |

Soluzione:
1. Ce3!  (zugzwang)
1. ...Rxe3  2. Af2+  Rf4  3. Ch5#

1. ...Rc3  2. Cd1+  Rd4  3. Td2#

1. ...Ab7  2. Cf5+  Rc3  3. Cd1#

1. ...Af5  2. Cd1  e3  3. Cxf5#

1. ...Ae6  2. Axe5+  Rxe3  3. De2#

1. ...Td6/e7  2. Dc5+  Rd3  3. Af1#